# Xã Licking, Quận Crawford, Illinois
Xã Licking (tiếng Anh: Licking Township) là một xã thuộc quận Crawford, tiểu bang Illinois, Hoa Kỳ. Năm 2010, dân số của xã này là 448 người.